# Trichaegum cladosporioides
Trichaegum cladosporioides är en svampart som beskrevs av Corda 1837. Trichaegum cladosporioides ingår i släktet Trichaegum, divisionen sporsäcksvampar och riket svampar.   Inga underarter finns listade i Catalogue of Life.